# 永井和之
永井 和之（ながい かずゆき、1945年9月24日 - ）は、日本の法学者。専門は、商法・会社法。中央大学名誉教授。2005年11月、戦後生まれとしては初めて中央大学学長に就任（総長兼務）。2021年瑞宝重光章受章。弟子に梶浦桂司、野村修也らがいる。東京都出身。

## 経歴
東京都出身。1945年9月24日生まれ。東京都立玉川高等学校を卒業後、中央大学法学部一部法律学科に入学。在学中に司法試験に合格し、1968年3月に中央大学法学部一部法律学科を卒業。
1969年4月に中央大学法学部助手として採用され、1974年4月に助教授昇任。1979年1月から1981年3月までスタンフォード大学スタンフォード・ロー・スクールにおいて客員研究員を勤め、1981年4月に教授に就任。1993年11月から通信教育部長、1999年11月から法学部長。2002年5月から学校法人中央大学理事。2004年4月に法科大学院教授に就任。同年5月には東京第一弁護士会に弁護士登録。2005年11月に中央大学学長、同年12月には総長も兼務。2008年の学長選で再選され、2011年11月の任期満了まで学長と総長を兼務した。2016年3月定年退職。
2021年、瑞宝重光章受章。
中央大学法科大学院設立に当たって、現状において既習コース・未習コースの設置が課されているが、従来からあった学士入学試験を活用することにより、未習対象者は学部3年次に編入することを提案していた。ただ、学士入学試験の性格上、学者養成も見据えており、通常は定員も定まっておらず、あっても極めて少数の者にしか入学が許可されない狭き門のため、専門外の人にも開かれた法曹教育理念をとるロースクールの性格上、100人前後の未習コース設置を検討・実施という方針になった。

## 主著
- 『基本論点商法』（法学書院、1988年初版・1994年改訂第3版）
- 『会社法』（有斐閣、1996年初版・2001年第3版）
- 『ブリッジブック商法』（信山社出版、2002年）
- 『法学入門』（中央経済社、2014年初版・2020年第3版）